# Rue des Ciseaux
La rue des Ciseaux est une voie du 6e arrondissement de Paris, en France.

## Situation et accès
La rue des Ciseaux est une voie publique située dans le 6e arrondissement de Paris. Elle débute au 1, rue Gozlin et se termine au 16, rue du Four.

## Origine du nom
La rue doit sa dénomination à l'ancien hôtel des Ciseaux, en référence à l'enseigne des Ciseaux d'Or.

## Historique
Cette rue a été ouverte vers 1429 sous le nom de « ruelle des Ciseaux ».

## Bâtiments remarquables et lieux de mémoire

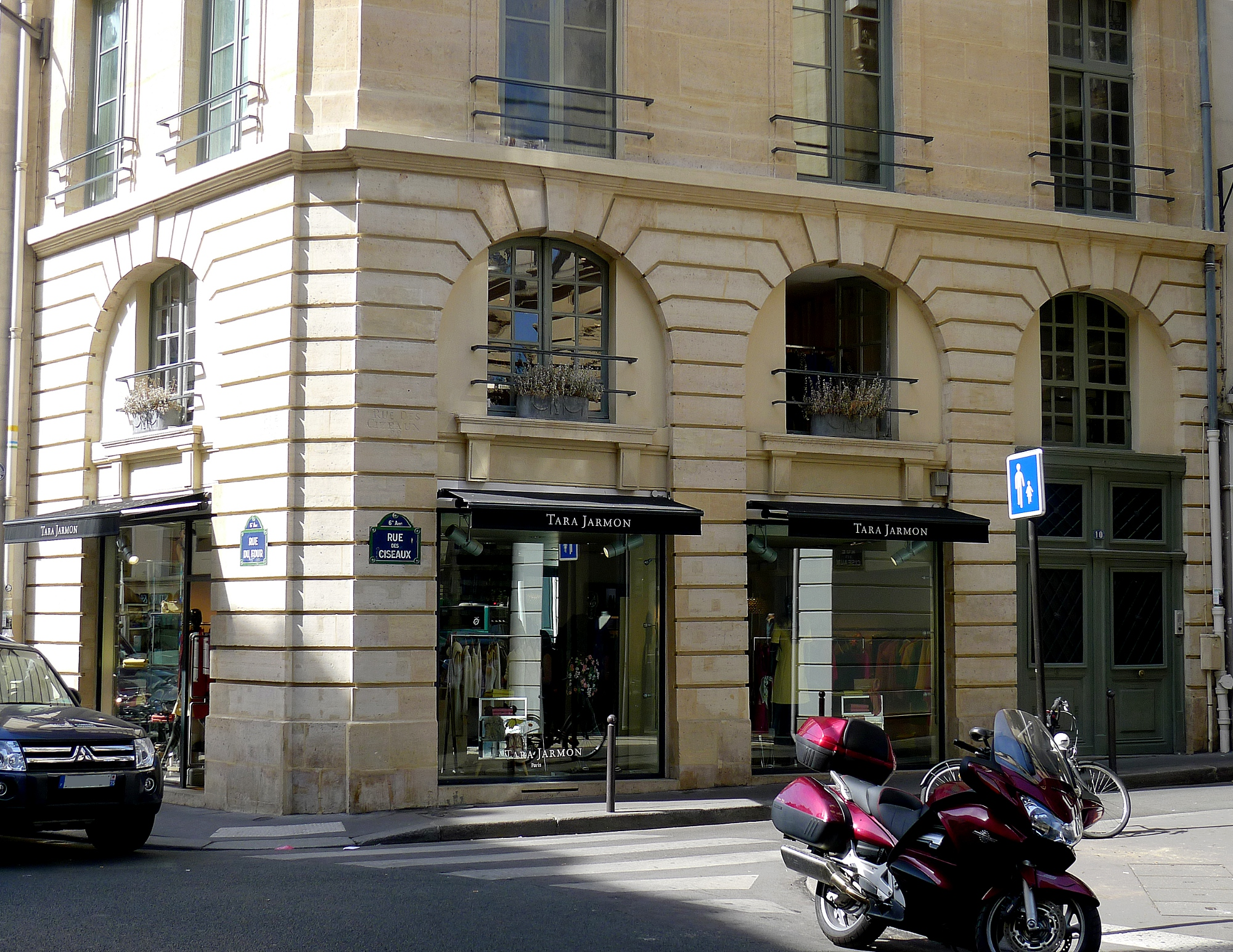
Immeuble au no 10, classé monument historique.
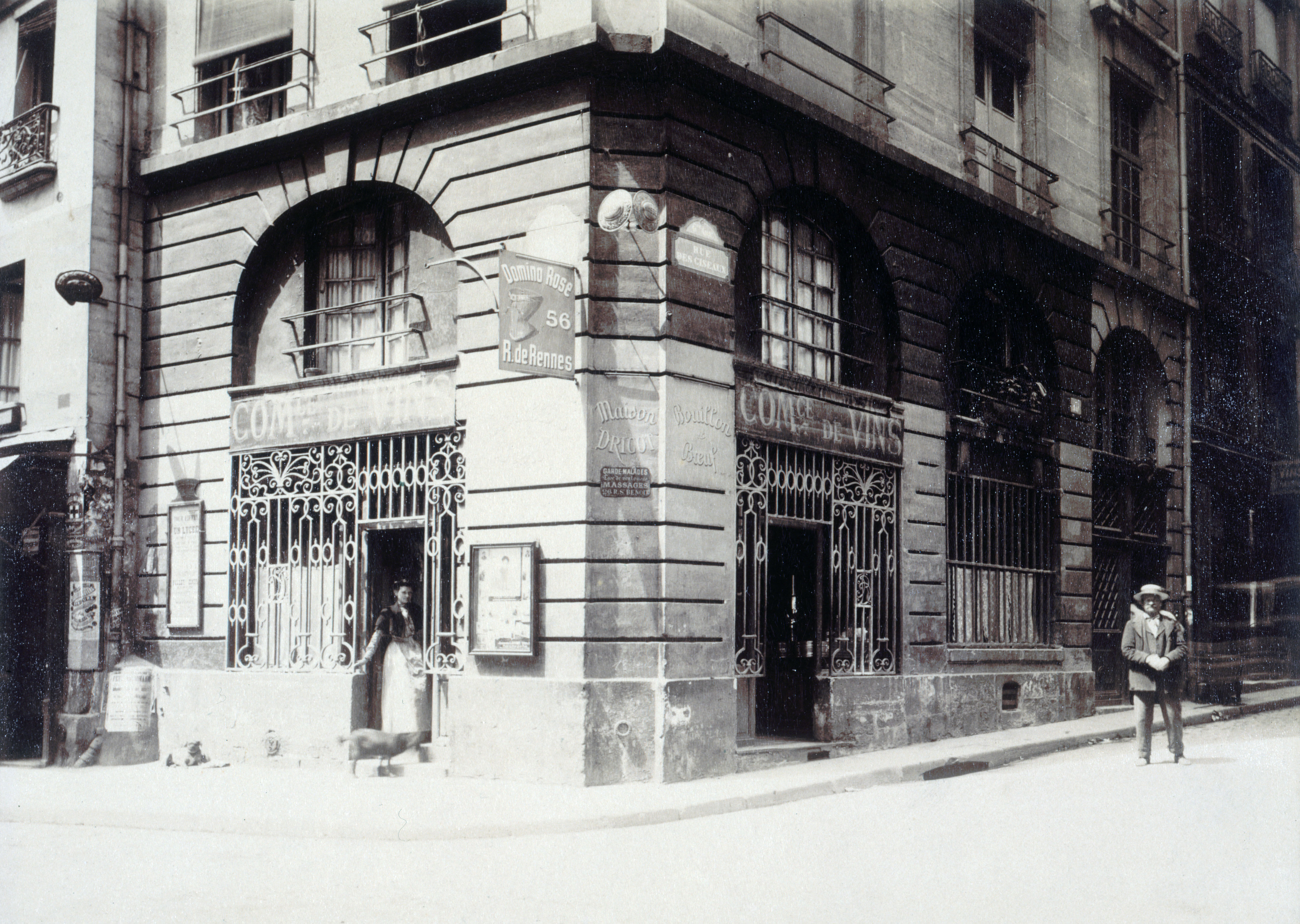
Le même bâtiment vers 1900, à l'époque un commerce de vins (photographie d'Eugène Atget).